# Max Friedrich Meyer
Max Friedrich Meyer (Danzica, 15 giugno 1873 – 14 marzo 1967) è stato uno psicologo tedesco naturalizzato statunitense.

## Biografia
Meyer nacque in Prussia da un orafo. Si trasferì negli Stati Uniti e divenne professore di psicologia sperimentale e fondatore del dipartimento di psicologia dell'Università del Missouri. La sua attività è stata in gran parte legata alla neurologia e alle sue relazioni con il comportamento.
Si interessò inoltre di psicologia della musica; assieme con il filosofo tedesco Theodor Lipps (1851–1914) sviluppò la legge di Lipps–Meyer, che ipotizza che il senso di "chiusura" in una melodia dipenda dal fatto che la nota finale possa essere rappresentato dal numero due o da una potenza di due nel rapporto di frequenze con la nota precedente.
È stato indicato come uno degli psicologi più importanti nel periodo 1600–1967.

## Opere
- Contributions to a psychological theory of music (1901)
- An Introduction to the Mechanics of the Inner Ear (1907) ISBN 1-110-35986-1.
- The Fundamental Laws of Human Behavior: Lectures on the Foundations of Any Mental or Social Science (1911)
- Psychology of the Other-One (1921)
- Abnormal Psychology (1927)
- The Musician's Arithmetic (1929)
- How we hear: How tones make music (1950)